# Perugia Calcio a 5
Il Perugia Calcio a 5 è stata una società italiana di calcio a 5 con sede a Perugia.

## Storia

### Gli inizi e l'ascesa
Dopo aver partecipato alle serie regionali, inizia la scalata alla vetta del calcio a 5 nazionale a partire dal 2000, quando vince la Coppa Italia di Serie B, successo a cui fa seguito l'anno dopo il trionfo in campionato e la conseguente promozione in Serie A2.
Basta appena un anno di A2 alla società umbra, con relativa vittoria nella Coppa Italia di categoria, per vincere il proprio girone e approdare alla massima divisione, dove si mette subito in luce grazie soprattutto al suo trascinatore Riccardo Gaucci – giocatore e patron della squadra umbra – a cui Perugia lega il momento più fortunato della sua fin lì breve storia. Nella stagione 2003-2004 il club allenato da Massimo Ronconi giunge sesto nella stagione regolare ma compie un ottimo percorso nei play-off riuscendo a giungere alla finale contro l'Arzignano Grifo, che lo sconfigge in due partite rispettivamente per 7-3 e 8-4.

### Dallo scudetto allo scioglimento
L'anno successivo la squadra umbra ci riprova, ma è la Lottomatica Roma di Agenore Maurizi a vincere la regular season e a presentarsi come favorita per la conquista del titolo nazionale. La finale su tre gare vede una vittoria a testa nelle prime due; il terzo e decisivo incontro a Roma si chiude nel primo tempo con un secco 3-0 per i padroni di casa, che pare mettere in ginocchio i finalisti uscenti. Nell'intervallo, le differenti idee di Ronconi e Gaucci sfociano in un incredibile esonero del tecnico negli spogliatoi: la squadra ospite rientra in campo, e Ronconi s'accomoda in tribuna. Ciò nonostante, nel secondo tempo un Perugia «autogestito» riporta le sorti della gara in equilibrio; i tempi supplementari terminano sul 5-5 (con la Roma "salvata" da un libero di Vinícius Bacaro), ma ai tiri di rigore Gimenez, Maccario, Campagnaro, Gioia e Rogerio danno il primo, storico scudetto ai perugini.
La stagione 2005-2006, nonostante si apra con la vittoria biancorossa in Supercoppa italiana contro il Nepi, nel prosieguo si dimostra difficile per i campioni uscenti, impegnati tra l'altro anche in campo europeo con un'onorevole partecipazione alla Coppa UEFA; dopo il fallimento estivo dell'Associazione Calcio Perugia, altra formazione di proprietà della famiglia Gaucci, Riccardo viene fortemente contestato in città e lascia la squadra, che solo nel rush finale del campionato riesce a evitare le forche caudine dei play-out. Nella stagione 2007-2008, dopo gravi problemi societari (con l'apice, il 5 gennaio 2008, della mancata presentazione della squadra sul campo di Reggio Calabria), il Perugia finisce per schierare quasi interamente la propria formazione Under-21, terminando il campionato in ultima posizione e retrocedendo in A2.
Il 4 luglio 2008 il Perugia Calcio a 5 non s'iscrive al campionato 2008-2009 di Serie A2, scomparendo dal panorama nazionale.

### Rinascita e scomparsa
Dopo quattro anni d'inattività, nell'estate del 2012 la formazione ritorna in vita grazie al Truffarelli C5, squadra perugina che – dopo la promozione in massima serie raggiunta dalla propria sezione femminile nella stagione precedente – ha acquisito la storica denominazione, passandola quindi anche alla sua compagine maschile. La storia del rinato Perugia Calcio a 5 riparte quindi, con la stagione 2012-2013, dal campionato regionale di Serie C1.
Il 6 gennaio 2014 la squadra conquista la Coppa Italia regionale battendo nella finale unica di Cannara il Free Time, successo cui al termine della stagione si aggiungono la vittoria del campionato e annessa promozione in Serie B oltreché il trionfo in Coppa Italia di Serie C1 sui pugliesi del Cisternino. Nonostante l'annunciata fusione con il Foligno C5 per dar vita all'Umbria C5, nella stagione 2015-2016 la società rinuncia all'iscrizione in Serie B, cessando l'attività sportiva.

## Cronistoria
| Cronistoria del Perugia C5 |
| --- |
| - 1996 · Fondazione del Perugia C5. - 1996-97 · ? - 1997-98 · ? in Serie C Umbria. Vince la Coppa Italia regionale (1º titolo). - 1998-99 · 3ª nel girone C di Serie B. - 1999-00 · 2ª nel girone C di Serie B. Semifinalista play-off promozione. Vince la Coppa Italia di Serie B (1º titolo). - 2000-01 · 1ª nel girone C di Serie B. Promossa in Serie A2. Ottavi di finale di Coppa Italia di Serie B. - 2001-02 · 1ª nel girone A di Serie A2. Promossa in Serie A. Vince la Coppa Italia di Serie A2 (1º titolo). - 2002-03 · 9ª in Serie A. Quarti di finale play-off scudetto. Quarti di finale di Coppa Italia. - 2003-04 · 6ª in Serie A. Finalista play-off scudetto. Semifinalista di Coppa Italia. - 2004-05 · 3ª in Serie A, Campione d'Italia (1º titolo). Semifinalista di Coppa Italia. - 2005-06 · 10ª in Serie A. 1º turno play-off scudetto. Vince la Supercoppa italiana (1º titolo). 1º turno di Coppa UEFA. - 2006-07 · 9ª in Serie A. Quarti di finale play-off scudetto. - 2007-08 · 14ª in Serie A. Retrocessa in Serie A2. - 2008-12 · Inattiva. - 2012 · Il Truffarelli C5, rilevato il titolo della società, assume la denominazione Perugia C5. - 2012-13 · 5ª in Serie C1 Umbria. 1º turno play-off promozione. - 2013-14 · 1ª in Serie C1 Umbria. Promossa in Serie B. Vince la fase nazionale di Coppa Italia regionale (1º titolo). - 2014-15 · 7ª nel girone D di Serie B. - 2015 · Scioglimento della società. |

## Statistiche e record

### Partecipazione ai campionati nazionali
| Livello | Categoria | Partecipazioni | Debutto   | Ultima stagione |
| ------- | --------- | -------------- | --------- | --------------- |
| 1°      | Serie A   | 6              | 2002-2003 | 2007-2008       |
| 2°      | Serie A2  | 1              | 2001-2002 | 2001-2002       |
| 3°      | Serie B   | 4              | 1998-1999 | 2014-2015       |

## Palmarès

### Competizioni nazionali
- Campionato italiano: 1

2004-2005
- Supercoppa italiana: 1

2005
- Coppa Italia di Serie A2: 1

2001-2002
- Coppa Italia di Serie B: 1

1999-2000
- Coppa Italia di Serie C1: 1

2013-2014

### Competizioni interregionali
- Campionato italiano di Serie A2: 1

2001-2002 (girone A)
- Campionato italiano di Serie B: 1

2000-2001 (girone C)

### Competizioni regionali
- Campionato regionale di Serie C1: 1

2013-2014
- Coppa Italia regionale: 2

1997-1998, 2013-2014